# Olympische Jugend-Sommerspiele 2010/Teilnehmer (Äthiopien)
| Gelbes Symbol für Goldmedaillen mit stilisierten Olympischen Ringen | Graues Symbol für Silbermedaillen mit stilisierten Olympischen Ringen | Braundes Symbol für Bronzemedaillen mit stilisierten Olympischen Ringen |
| ------------------------------------------------------------------- | --------------------------------------------------------------------- | ----------------------------------------------------------------------- |
| 2                                                                   | 3                                                                     | —                                                                       |

Die Jugend-Olympiamannschaft aus Äthiopien für die I. Olympischen Jugend-Sommerspiele vom 14. bis 26. August 2010 in Singapur bestand aus sieben Athleten.

## Athleten nach Sportarten

### Leichtathletik
| Mädchen - Tizita Bogale 1000 m: Gold - Tsehynesh Tsenga 2000 m Hindernislauf: Silber | Jungen - Mohammed Aman 1000 m: Gold - Fekru Jebesa 3000 m: Silber - Habtamu Jaleta 2000 m Hindernislauf: Silber |

### Schwimmen
| Mädchen - Yanet Gebremedhin 50 m Freistil: 58. Platz 50 m Rücken: 21. Platz | Jungen - Robel Habte 50 m Freistil: 42. Platz 50 m Schmetterling: 21. Platz |